# Correlação policórica
Em estatística, a correlação policórica  é uma técnica para estimar a correlação entre duas hipóteses de variáveis latentes contínuas com distribuição normal, a partir de duas variáveis ordinais observadas. A correlação tetracórica é um caso especial da correlação policórica aplicável quando ambas as variáveis observadas são dicotômicas. Esses nomes derivam das séries policóricas e tetracóricas que são usadas para estimar essas correlações.

## Aplicações e exemplos
Essa técnica é frequentemente aplicada ao analisar itens em instrumentos de auto-relato, como testes de personalidade e pesquisas que geralmente usam escalas de classificação com um pequeno número de opções de resposta (por exemplo, de discordo totalmente a concordo totalmente). Quanto menor o número de categorias de resposta, mais a correlação entre as variáveis contínuas latentes tenderá a ser atenuada. Lee, Poon e Bentler (1995) recomendaram uma abordagem em duas etapas para a análise fatorial para avaliar a estrutura fatorial de testes envolvendo itens medidos ordinariamente. Isso visa reduzir o efeito de artefatos estatísticos, como o número de escalas de resposta ou a assimetria de variáveis que levam ao agrupamento de itens em fatores.